# نوجه‌ده (هریس)
نوجه‌ده یکی از روستاهای استان آذربایجان شرقی است که در دهستان خانمرود بخش مرکزی شهرستان هریس شهرستان هریس واقع شده‌است.
قدمت برج معروف تخریب شده ی  این روستا که به برج طهماسب بیگ شهرت دارد به دوره ی شاه طهماسب یکم صفوی بازمیگردد(حدود 450 سال) اما تاریخ دقیقی برای قدمت روستا مشخص نیست ولیکن به دلیل وجود چندین آثار باستانی و شواهد موجود تخمین کارشناسان بر این است که قدمت این روستا به حکومت های قبل از اسلام برمیگردد که محل قرار گیری آن کمی بالاتر از مکان فعلی روستا بود   
از جمله آثار تاریخی این روستا میتوان به برج قدیمی و تونل طهماسب بیگ اشاره کرد
از جمله ی صنایع دستی روستا میتوان به فرش دست بافت آن اشاره کرد که کیفیت بالایی دارد و جزو فرش های دست بافت مشهور شهرستان هریس میباشد